# André Danican Philidor I
André Danican Philidor, dit l'aîné, fou un compositor i músic de Lluís XIV de França, nascut a Versalles vers 1647, i mort a Dreux el 1730. Va ser nomenat Ordinaire de la Musique du Roi, però treballà sobretot com a copista i bibliotecari del rei.
Fou executant i compositor, i malgrat que les seves obres tingueren en el seu temps força acceptació, no per aquestes pel que el seu nom mereixés passar per aquestes a la posteritat, sinó per haver format una notable col·lecció d'obres musicals, amb ocasió d'ocupar el càrrec de guardià de la Biblioteca Musical del rei.
En efecte, copià, nombrosos balls, divertissements, composicions de caràcter religiós, etc. La dita col·lecció no s'ha conservat sencera, degut principalment a la negligència d'un empleat subaltern del Conservatori de París, ja que, d'uns 60 volums de què constava, només se'n conserven en la biblioteca del Conservatori, 38. Els historiadors de la música deuen, doncs, molt agraïment a André Danican per la seva col·lecció.
Entre les seves composicions hi figuren: marxes militars les òperes-balls Le canal de Versailles, La princeses de Crète, el divertissement Le Mariage de la Couture avec la Grosse Cathos, les mascarades des Savoyards i del Roy de la Chine, igual com les titulades Suite danses pour les violons et hautbois que se jouent...chez le roi (1699), Pièces à deux basses de viole, basse de violon et basson, etc.(1700); Pièces de trompetes et timballes, Partition de plusieurs marches et batt`´eries de tambor...avec les airs des fifres et des hautbbois, etc.
Kasner va reproduir algunes d'aquestes últimes peces en el seu Manuel general de musique militaire.
A aquest músic se l'anomenà el Major (l'Ainé) per a distingir-lo del seu germà Jacques Danican Philidor el qual també fou músic del rei, encarregat dels instruments de vent.